# روبي بينتر
روبي بينتر (بالإنجليزية: Robbie Painter)‏ هو لاعب كرة قدم بريطاني في مركز الهجوم، ولد في 26 يناير 1971 في ويغان في المملكة المتحدة. لعب مع دارلينجتون إف سى ونادي برادفورد بارك أفنيو ونادي بيرنلي ونادي تشستر سيتي ونادي روتشديل ونادي غيتزهد ونادي هاليفاكس تاون.

## وصلات خارجية
- روبي بينتر على موقع قاعدة بيانات كرة القدم.إي يو (الإنجليزية)
- روبي بينتر على موقع Soccerbase.com (لاعب) (الإنجليزية)